# Propair-Flug 420
Am 18. Juni 1998 stürzte eine Fairchild Swearingen Metro auf Propair-Flug 420 (Flugnummer ICAO: PRO420, Funkrufzeichen: PROPAIR 420) von Montreal nach Peterborough ab, wobei alle 11 Insassen ums Leben kamen.

## Flugzeug
Das Flugzeug war eine 21 Jahre alte Fairchild Swearingen SA226-TC Metro II mit dem Luftfahrzeugkennzeichen C-GQAL, die mit zwei Turboproptriebwerken des Typs Garrett TPE331-3UW ausgestattet war. Die Maschine wurde am 26. Juni 1977 mit dem Luftfahrzeugkennzeichen N101UR an die Empire Airlines ausgeliefert, bei der sie den Taufnamen City of Ustica erhielt, der später in City of Rome umgeändert wurde. Im Januar 1986 wurde die Maschine an einen weiteren US-amerikanischen Halter verkauft, der die Maschine mit demselben Luftfahrzeugkennzeichen wiederzuließ. Im Mai 1986 kaufte die Quebecair die Maschine und ließ sie mit dem neuen Kennzeichen C-GQAL zu, welches die Maschine bis zum Schluss behalten sollte. Durch eine Unternehmensfusion gehörte die Maschine ab Mai 1988 zu der Inter-Canadien. Nach einer Umbenennung des Unternehmens gehörte die Maschine ab dem 29. Oktober 1989 zur Intair. Im Mai 1992 wurde die Maschine durch die Alexandair übernommen, im Mai 1993 kaufte die Somipair die Maschine. Nach einer Unternehmensfusion gehörte die Maschine schließlich zur Flotte der Propair. Startmasse und Schwerpunkt lagen im erlaubten Bereich. Bis zum Zeitpunkt des Unfalls hatte die Maschine eine Gesamtbetriebsleistung von 28.931 Stunden absolviert.

## Passagiere
Die neun Passagiere, Ingenieure von General Electric und allesamt gemeinsam an der Entwicklung von Wasserkraftturbinen beteiligt, waren alle erfahrene Berufspendler. Die Passagiere sollten auf dem Charterflug im Auftrag von General Electric vom Werk in Lachine, Québec zu den Werken in Peterborough befördert werden.

## Besatzung
Die Besatzung bestand aus einem Flugkapitän und einem Ersten Offizier.
- Der 35-jährige Flugkapitän Jean Provencher war von November 1986 bis Mai 1996 in der Funktion des Ersten Offiziers an Bord von Maschinen des Typs Swearingen Metro geflogen. Er war außerdem bei verschiedenen Fluggesellschaften Flug- und Prüfkapitän an Bord von Maschinen ähnlicher Typen gewesen. Im Mai 1996 wurde er durch Propair als Chefpilot eingestellt. Er verfügte über 6.515 Stunden Flugerfahrung, wovon 4.200 Stunden auf Maschinen des Typs Swearingen Metro entfielen.
- Der ebenfalls 35-jährige Erste Offizier Walter Stricker hatte seine Pilotenlaufbahn im Mai 1995 begonnen. Er wurde im März 1998 als Erster Offizier durch Propair eingestellt. Er verfügte über 2.730 Stunden Flugerfahrung, wovon er 93 Stunden im Cockpit der Swearingen Metro absolviert hatte.

Beide Piloten waren vor dem Flug angemessen ausgeruht. Auf dem Flug waren keine Flugbegleiter vorgesehen.

## Verlauf
Um 7:01 Uhr startete das Flugzeug vom Flughafen Montréal-Trudeau, wobei es nach links schlingerte und die Piloten das Seitenruder nach rechts treten mussten, um die Startrichtung beizubehalten und dabei eine längere Startstrecke benötigten. Zwei Minuten später wurde die Freigabe zum Steigflug auf 16.000 ft (4.880 m) erteilt. Um 7:13 Uhr meldeten die Piloten noch während des Steigflugs auf einer Höhe von 12.500 Fuß (3810 m) dem Fluglotsen den Verlust von Hydraulikdruck und beantragten die Rückkehr zum Abflughafen. Der Fluglotse gab unmittelbar darauf die Freigabe für eine 180°-Kurve und den Sinkflug auf 8.000 ft (2440 m). Kurz danach kamen die ersten Anzeichen einer Triebwerksstörung, und das Warnsignal für die Überhitzung der linken Tragfläche leuchtete 40 Sekunden später auf und erlosch weitere 30 Sekunden später wieder. Um 7:18:12 Uhr schien das linke Triebwerk zu brennen, weswegen es abgeschaltet wurde. Weniger als eine Minute später übernahm der Kapitän die Steuerung, weil ein abnormer Druck auf dem rechten Querruder nötig wurde, um das Flugzeug auf Kurs zu halten. Um 7:19 Uhr schlug die Flugverkehrskontrolle den Piloten vor, den Flughafen Montreal-Mirabel statt des Flughafens Montreal-Trudeau anzufliegen, was die Piloten akzeptierten. Weniger als 1½ Minuten später berichteten die Piloten der Flugverkehrskontrolle, dass Flammen aus dem Triebwerksauslass loderten. Um 7:23:10 Uhr berichteten die Piloten, dass das Triebwerk nicht mehr brenne, aber 3½ Minuten später meldeten sie, dass das Triebwerk erneut brenne. Währenddessen war das Flugzeug immer schwieriger zu kontrollieren. Um 7:27 Uhr, während des Landeanflugs auf die Landebahn 24L, wurde das Fahrwerk ausgefahren, jedoch leuchteten nur zwei der Fahrwerkskontrolllampen auf. Nahe der Landebahnschwelle brach die linke Tragfläche nach oben weg und das Flugzeug rollte unkontrollierbar um mehr als 90° nach links, schlug kopfüber auf der Landebahn auf, fing Feuer, schlitterte 760 m und kam schließlich am linken Rand der Landebahn zu liegen.

## Ursachenermittlung

### Todesursachenermittlung
Bei der Obduktion der Insassen konnte folgendes ermittelt werden:
- Beide Piloten und die meisten Passagiere erlitten durch den Aufprall tödliche Verletzungen.
- Zwei Passagiere überlebten den Aufprall zunächst, starben dann aber an Verbrennungen.
- Ein Passagier starb an einer durch das Feuer verursachten Cyanwasserstoffvergiftung

### Untersuchungsergebnis
Die Untersuchung wurde dadurch erschwert, dass die Maschine nur über einen Cockpit Voice Recorder, jedoch nicht über einen Flugdatenschreiber verfügte. Als Ursache des Feuers wurde eine Überhitzung der linken Fahrwerksbremse festgestellt. Anhand von Verfärbungen an den Bremskomponenten konnten die Ermittler bestimmen, dass diese Temperaturen von 600 Grad Celsius ausgesetzt gewesen waren. Damit kamen die Ermittler zu der Folgerung, dass die Bremse bereits beim Rollen von der Parkposition blockiert gewesen sein musste. Das Abdriften von der Mittellinie nach links beim Beschleunigen sowie das verspätete Abheben der Maschine wurden durch aktivierte Fahrwerksbremsen des linken Fahrwerkbeins verursacht, wodurch eine Kolbendichtung, mit der die Hydraulikflüssigkeit eingedämmt wurde, beschädigt wurde. Dadurch traf Hydraulikflüssigkeit auf die heißen Bremskomponenten und fing Feuer in der linken Fahrwerksgondel, was dazu führte, dass die Haupthydraulik ausfiel. Der zu diesem Zeitpunkt die Maschine steuernde Copilot sollte bei diesem Flug für diesen Flugzeugtyp getestet werden und konnte daher das ungewöhnliche Verhalten der Maschine beim Start nicht beurteilen. Die Piloten konnten das Feuer auch nicht bemerken, da die Maschine nicht über einen Temperatursensor im Fahrwerksschacht verfügte. Erst zu einem späteren Zeitpunkt, als das Feuer an der Trieb- und Fahrwerksgondel zu sehen war, wurden sie durch eine Passagierin darauf hingewiesen, wie auf den Aufnahmen des Stimmenrekorders zu hören war. Sie schalteten daraufhin das linke Triebwerk ab, da sie aufgrund der Meldung von Rauch und Flammen am linken Triebwerk von einem Triebwerksbrand ausgehen mussten. Außerdem wurde weder im Flughandbuch noch in der Notfallcheckliste die Möglichkeit von überhitzten Fahrwerksbremsen erwähnt. Die Piloten fuhren das Fahrwerk daher nicht aus. Dies stünde zwar als Maßnahme in der Notfallcheckliste bei überhitzten Tragflächen, wurde jedoch nicht gemacht, weil das dazugehörige Warnlicht erlosch, bevor die Piloten die Notfallcheckliste durcharbeiten konnten. Das Erlöschen des Warnlichtes war wahrscheinlich darauf zurückzuführen, dass der Stromkreis des Signalgebers zu diesem Zeitpunkt wegen des voranschreitenden Feuers durchgeschmort war. Später wurde festgestellt, dass die Hydraulik im verunglückten Flugzeug mit einer Mischung aus zwei Hydraulikflüssigkeitstypen gefüllt war, wodurch der Flammpunkt und die Feuerresistenz geringer waren. Die Hauptzylinder hatten nicht dieselbe Teilenummer, was zu komplizierten Verbindungen und Anpassungen der Hauptzylinder führte, allgemein die Funktion verkomplizierte und die Fehlerbehebung im Bremssystem erschwerte. Es gab jedoch keine Anzeichen für eine dadurch verursachte Restbremskraft. Die zuletzt empfohlenen Hauptzylinder durften nur mit speziellen Bremsanlage-Teilenummern benutzt werden, um die Anpassung, die Funktion und die Fehlerbehebung zu erleichtern. Die Untersuchung kam zu dem Schluss, dass die Piloten mit den ihnen zur Verfügung stehenden Informationen keine Möglichkeit hatten, den Absturz zu verhindern.

### Sicherheitsempfehlungen
Im Bericht wurde eine Sicherheitsempfehlung genannt:
- Die Transport Canada, die Federal Aviation Administration und Fairchild forschen an Möglichkeiten, Flugzeuge des Typs SA226 und SA227 mit Bremsdruckwarnanlagen in jeder Hauptbremsanlage auszustatten.

## Ähnliche Fälle
- Auf dem Swissair-Flug 306 stürzte eine Sud Aviation Caravelle ebenfalls nach einem durch überhitzte Fahrwerksbremsen verursachten Feuer ab.